# بيرم خان
أَمِيرُ الأُمَرَاء وَخَان الخَانَات وَكِيلُ السَّلطَنَة الصَّدر الأَعظَم مُحَمَّد بَيرَم خَان البَهَارلَوِي البَدِخشَانِي (بالفارسيَّة: امیرالاُمرَاء خان‌خَانان وکیل‌السلطَنه صَدر اعظَم مُحمَد بیرَم خَان بهَارلُویی بدخشَانی، ‌وبالأرديَّة: امیر الاُمرَاء خان‌ خَانان نائب السلطَنه صدر اعظَم مُحمَد بیرَم خان بہارلوئی بدخشاں) (ق. 2 ربيع الأول 907هـ - 14 جُمادى الأولى 968هـ المُوافق فيه 18 كانون الثاني (يناير) 1501م - 31 كانون الثاني (يناير) 1561م) المعروف باسم بيرم خان أو بيرام خان كان قائدًا عسكريًا هامًا، ثم لاحقًا القائد الأعلى لجيش الهند المغولية ورجل دولة قويًا ووصي عرش الإمبراطوريّة في بلاط همايون وجلال الدين أكبر، وكان أيضًا الوصي والمرشد الرئيسي والمستشار والمعلم والحليف الأكثر ثقة لأكبر. وقد كُرِّم بلقب «خان خانان» ومعناه «ملك الملوك». كان بيرم خان أميرًا شيعيًا وعالمًا عظيمًا وشاعرًا قديرًا في القرن السادس عشر.
نشأ في بلخ. ناصر جلال الدين أكبر في حروبه وخاصة معركة باني بت الثانية. قُتل في كجرات في أثناء سفره إلى الحج. له ديوان شعر.

## خلفية تاريخية
حكمت سُلالة قره قويونلو التركمانيَّة بلاد فارس الغربيَّة لعقود من الزمن قبل أن يُطيح بها مُنافسوهم من آق قويونلو نهائيًا عام 1468م. كان والد بيرم خان، سيفالي بك باهارلو، وجده، جانالي بك باهارلو في خدمة سُلطان مغول الهند نصير الدين همايون. أجداده الكبار هم بيرالي بك باهارلو وزوجته ابنة قره اسكندر سُلطان قره قويونلو؛ كانت ابنة أخت بيرولي من خلال أخته باشا بيجوم إحدى زوجات ظهير الدين بابر.

## نشأته ونسبه

خريطة تُظهر منطقة بدخشان التي ولد بها بيرم خان، بالنسبة إلى أراضي الدولة الحالية

ولد بيرم خان في 18 يناير 1501م في منطقة بدخشان في آسيا الوسطى، المُقسَّمة اليوم بين طاجيكستان وأفغانستان والصين. وكان ينتمي إلى عشيرة بهارلو التركمانيَّة التابعة لكونفدراليَّة قره قويونلو التي تمكنت من إقامة دولة كبيرة لها في الشرق الأوسط دامت لأربع وتسعين سنةً، والده هو سيفالي بك باهارلو وجده جانالي بك باهارلو وجدّه الكبير هو بيرالي بك باهارلو ويتصل نسبه بسلطان قره قوينلو قره إسكندر عن طريق جدَّته الكُبرى.

## بداياته

### الصُعود المُبكر (1517–1540)
دخل بيرم في خدمة السُلطان ظهير الدين بابُر وهو في السادسة عشرة من عُمره، ساهم بَيرَم خان بشكل كبير في تأسيس إمبراطوريَّة مغول الهند في عهد هُمايون عندما تم تكليفه بِمنصب مهردار - حارس الأختام - وشارك في الحملات العسكريَّة في بيناريس وبلاد البنغال والگجرات. في عام 1540م وخلال معركة كانوج تم القبض على بيرَم خان من قِبل رجال شير شاه إمبراطور صور، لكنه تمكَّن لاحقًا من الهُروب مُغامرًا، وانضم مرة أخرى إلى هُمايون في السِند في يوليو 1543م. خلال حرب الأفغان، تمكن الصوريون بقيادة شير شاه صوري من عبور نهر الگنج في خمسين ألفًا من الجُند لاقى بهم مائة ألف من جُند هُمايون، عند قنوج في سنة947هـ المُوافقة لِسنة 1540م. وأدى تراخي عساكر هُمايون في القتال حين رأوا انسحاب كثرةٍ من الأُمراء وجُندهم من الميدان مع بدء الأمطار، إلى انتصار الأفغان انتصارًا ضخمًا كان من أثره أن تم إخراج نصير الدين همايون من الهند كلها. وكاد همايون يلقى المنيَّة في المعركة غرقًا لولا أن أدركه القائد شمس الدين محمد الغزنوي، فأنقذه وساعده على الخُرُوج من الهند، تاركًا الحُكم فيها لِلأفغان، وبِذلك ذهبت كُل الجُهُود التي بذلها والده ظهير الدين بابُر في فُتُوحه أدراج الرياح.

### خارجهندستان(1540–1555)

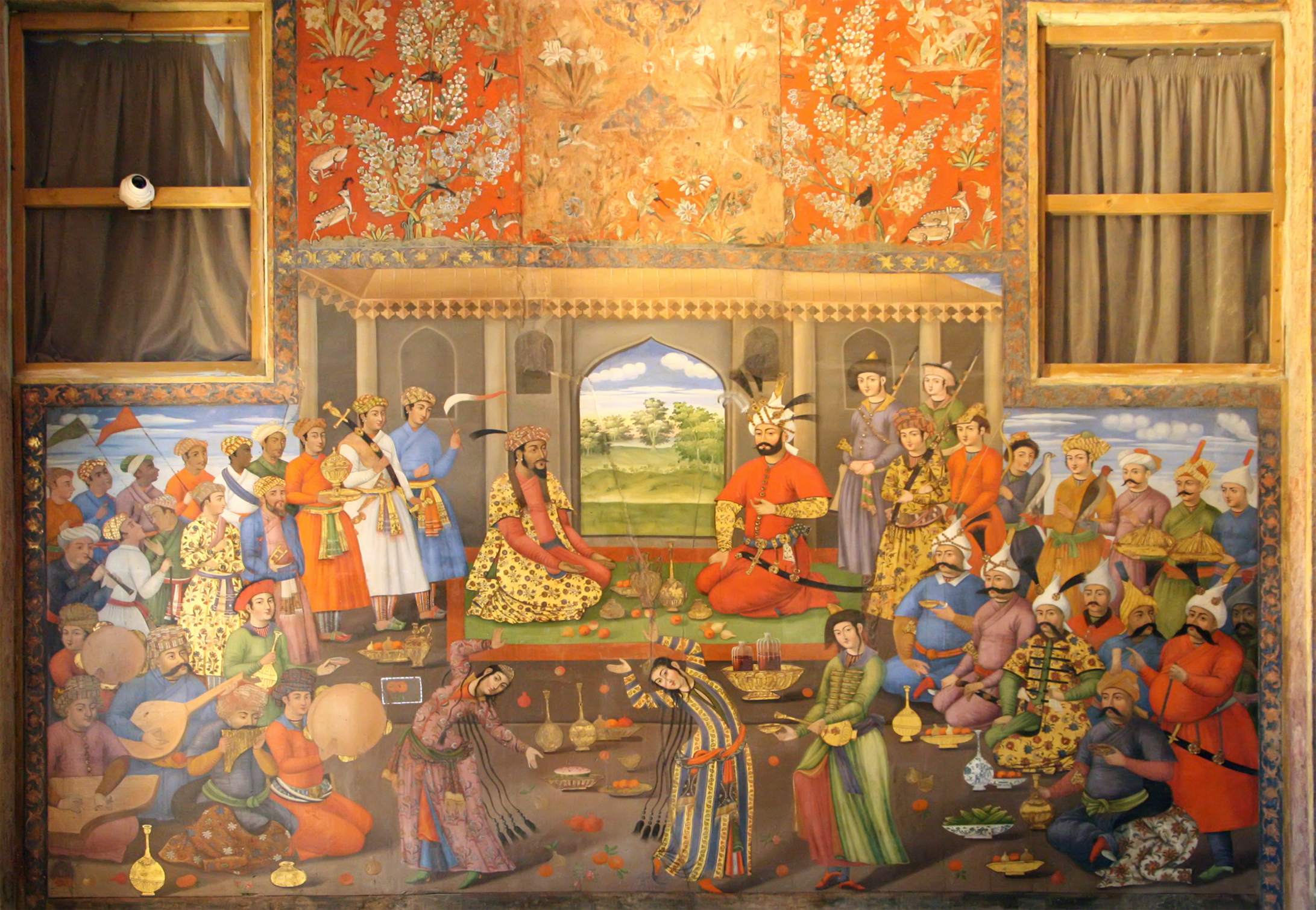
الشاه طهماسب الأول والإمبراطور المغولي همايون في أصفهان.

ولم يجد مأوى يستقر فيه إلا الأمبراطوريَّة الصفويَّة في إيران. وقد كان الصفويون إخوة مستشاره بيرم خان في التشيّع. فأرسل همايون إلى الشاه طهماسب الأول يُبلغه نيَّته زيارته والاحتماء في بلاده. فسار همايون إلى الممالك الصفوية يصحبه 40 رجُلًا من بينهم مُستشاره المُخلص بيرم خان، فقابله الشاه طهماسب ورتب له استقبالًا لائقًا وأجلسه في إحدى القصور الشاهنشاهيَّة. وأثناء إقامته في إيران عرض الشاه طهماسب على همايون اعتناق المذهب الشيعي الإثنى عشري، فاعتنق السلطان همايون التشيُع بعدما أشار له بذلك مستشاره القوي بيرم خان الذي كان شيعيًا. ظل بيرم خان مرافقًا للسلطان همايون في منفاه الذي دام طيلة 15 عامًا من سنة 947 إلى سنة 962هـ الموافقة فيه 1540م إلى 1555م حيث استعاد المغول سلطانهم في الهند ولعب بيرم خان دورًا قياديًا هامًا في إعادة فتح هندستان.

## حواشٍ
- ^ أ: أعلى منصب وزاري في سلطنة مغول الهند

- ^ ب: سلطنة مغول الهند

- ^ ج: جلال الدين أكبر سلطان مغول الهند بين عامي (1556م – 1605م)